# Eve Kosofsky Sedgwick
Eve Kosofsky Sedgwick (2 de mayo de 1950 – 12 de abril de 2009) fue una pensadora feminista de Estados Unidos, especializada en los campos de los estudios de género, teoría queer (estudios queer) y teoría crítica. Influenciada por Michel Foucault, Judith Butler, el feminismo, el psicoanálisis y el deconstructivismo, sus trabajos reflejan un constante interés en un amplio abanico de temas y asuntos, incluyendo la performatividad y la actuación (performance) queer; la escritura crítica experimental; los trabajos de Marcel Proust; el psicoanálisis no lacaniano.

## Vida
Sedgwick realizó sus estudios en la Universidad de Cornell y su doctorado en la Universidad de Yale en 1975. Enseñó escritura y Literatura en el Hamilton College, Universidad de Boston, y en el Amherst College. Tuvo un lectorazgo interino en la Universidad de California en Berkeley y enseñó en la Escuela de Cítica y Teoría cuando estaba en el Dartmouth College. Adicionalmente, fue la catedrático Newman Ivey White de Inglés en la Universidad de Duke. Durante su tiempo en Duke, Sedgwick y sus colegas estaban en la vanguardia de las guerras culturales, usando la crítica literaria para cuestionar el discurso dominante sobre la sexualidad, la raza, el género e incluso sobre la literatura misma. 
Sedgwick presentó su particular colección de herramientas críticas por primera vez en la influyente obra Between Men: English Literature and Male Homosocial Desire (1985; «Entre hombres: literatura inglesa y el deseo homosocial masculino») y Epistemology of the Closet (1990; Epistemología del armario). Esta última obra se convirtió en uno de los textos fundacionales de los estudios gay-lésbicos y la teoría queer. Recibió en 2002 el Premio Brudner en Yale. 
Enseñó cursos de postgrado de Inglés como Distinguished Professor en la Graduate School and University Center de la City University of New York hasta su muerte el 12 de abril de 2009.

## Obra
Sedgwick publicó varios libros considerados revolucionarios en el campo de la teoría queer, incluyendo Between Men: English Literature and Male Homosocial Desire (1985; «Entre hombres: literatura inglesa y el deseo homosocial masculino») y Epistemology of the Closet (1990; Epistemología del armario) y Tendencies (1993; «Tendencias»). Además, Sedgwick coeditó varios volúmenes (véase más abajo) y publicó un libro de poesía, Fat Art, Thin Art (1994; «Arte gordo, arte delgado»), así como A Dialogue on Love (1999; «Un diálogo sobre el amor») y una revisión de su tesis doctoral The Coherence of Gothic Conventions (1986; «La coherencia de las convenciones góticas»). Su último libro, Touching Feeling («Tocando sintiendo») trata de su continuo interés por el afecto, la pedagogía y la performatividad.

### Between Men: English Literature and Male Homosocial Desire(1985)
En un libro posterior, Sedgwick resume elocuentemente su argumento básico en Between Men:

[Between Men] attempted to demonstrate the immanence of men’s same-sex bonds, and their prohibitive structuration, to male-female bonds in nineteenth-century English literature [... The book] focused on the oppressive effects on women and men of a cultural system in which male-male desire became widely intelligible primarily by being routed through triangular desire involving a woman.
[«Entre hombres»] trata de demostrar la inmanencia de los lazos entre hombres y su estructura prohibitiva, a los lazos entre hombres y mujeres en la literatura inglesa del siglo XIX [... El libro] enfoca los efectos opresores, sobre las mujeres y los hombres, de un sistema en el que el deseo de los hombres por otros hombres se convierte en inteligible al ser dirigido principalmente a través del deseo triangular implicando a una mujer.
Sedgwick, Epistemology 15

### Epistemología del armario(1990)
En Epistemología del armario, Sedgwick argumenta que «prácticamente cualquier aspecto de la cultura occidental moderna debe ser no sólo incompleto, sino debe estar dañado en su sustancia central en cuanto no incorpora un análisis crítico de la definición moderna homo/heterosexual.» 
De acuerdo a Sedgwick, la definición homo/heterosexual ha sido tan acaloradamente discutida a causa de una incoherencia que viene de largo «entre ver la definición homo/heterosexual, por un lado, como un asunto de importancia activa principalmente para una minoría pequeña, definida, relativamente fija, homosexual [...] y, por otro, verlo como un asunto de importancia determinante y continua en las vidas de las personas de todo el espectro sexual.» La discusión sobre esta contradicción entre lo que Sedgwick llama un punto de vista «minorizante frente a uno universalizante» de la definición sexual, se hace todavía más virulenta a causa de otro grupo de definiciones incoherentes: aquel «entre considerar la elección homosexual por un lado como un asunto de liminalidad o transitividad entre géneros y por otro como, reflejo de un impulso de separatismo —aunque en ningún caso necesariamente separatismo político— dentro de cada género.» 
Sedgwick no está interesada en juzgar cual de los dos polos de estas contradicciones debería ser considerado más correcto. Más bien hace una intensa defensa de la «centralidad de este conjunto de asuntos definicionales, nominalmente marginales pero conceptualmente intratables, en importantes conocimientos y entendimientos de la cultura occidental del siglo XX como un todo.»(Epistemology 1-2).

### Tendencies(1993)
En Tendencies («Tendencias»), Sedgwick «trata de encontrar nuevas formas de pensar sobre identidades y amores lesbicos, gais y de otros grupos de disidentes sexuales en una compleja ecología social, donde la presencia de diferentes géneros, diferentes identidades e identificaciones serán dadas por supuesto.» (xiii).
Queer es un término clave en Tendencies. Mientras Sedgwick emplea el término para referirse a «la malla abierta de posibilidades, huecos, solapamientos, disonancias y resonancias, lapsos y excesos de significado, cuando los elementos constituyentes del género de cualquiera, de la sexualidad de cualquiera, no han sido obligados a (o no pueden ser obligados a) significar de forma monolítica,» también señala que «mucho del trabajo reciente interesante alrededor de "queer" centrifuga el término hacia afuera a lo largo de dimensiones que no pueden ser subsumidas en absoluto bajo género y sexualidad: todas las formas en que la raza, la pertenencia étnica, la nacionalidad postcolonial se cruzan y entrecruzan con estos y otros discursos constituyentes y fracturadores de identidad» (8-9).
El libro mismo es una extraña colección de ensayos, con temas que van desde Henry James y el lesbianismo, hasta John Waters y Divine, desde antros opiáceos y discusiones contemporáneas sobre la adicción, hasta la sexualidad y el nacionalismo, desde la guerra a los niños afeminados, hasta el activismo en torno al sida y el cáncer de mama. A lo largo de todo el libro, Sedgwick experimenta con y transforma muchas formas de escribir recibidas —la narrativa autobiográfica, la pieza de performance, la historia de atrocidades, la polémica, la prosa ensayística que cita a la poesía, el obituario— en un proyecto continuo que ella llama Queer Performativity («Perfomatividad queer»). Tal como afirma Sedgwick, «estos ensayos son sobre cosas apasionadas y queer que ocurren perpendicularmente a las líneas que dividen géneros, discursos, "perversiones"» (Tendencies xiii).

### A Dialogue on Love(1999)
En 1991 le fue diagnosticado un cáncer de mama y posteriormente escribió el libro A Dialogue on Love («Un diálogo sobre el amor»). Sedgwick relata la terapia a la que se somete, sus pensamientos sobre la muerte, su depresión y la gran incerteza que le produce su mastectomía y la quimioterapia. 
El libro salta entre la poesía y la prosa, además de entre las palabras propias de Sedgwick y las notas de su terapeuta. Mientras el título tiene resonancias de las ideas de los diálogos platónicos, la forma del libro fue inspirada por la prosa de James Merrill, Prose of Departure, que seguía las convenciones de una forma de escritura japonesa del siglo XVII llamada haibun. Sedgwick emplea la forma de un haibun extendido y de doble voz para reflexionar sobre las muchas diferentes posibilidades dentro del marco psicoanalítico, especialmente aquellos que ofrecen alternativas al psicoanálisis que está entretejido de ideas lacanianas y nuevas formas de pensar sobre la sexualidad, las relaciones familiares, la Pedagogía y el amor.
El libro también muestra el creciente interés de Sedgwick por el pensamiento budista, los textiles y las texturas.

### Touching Feeling: Affect, Pedagogy, Performativity(2003)
Touching Feeling: Affect, Pedagogy, Performativity («Tocando sintiendo: afecto, pedagogía, performatividad») ofrece un conmovedor recordatorio de los primeros días del los estudios gais y lésbicos y la teoría queer, que Sedgwick discute brevemente en la introducción para hacer referencia a las condiciones afectivas —principalmente aquellas provocadas por la pandemia del sida— que fueron prevalentes en la época y para enfocar su principal tema: la relación entre sentimiento, aprendizaje y acción.
Touching Feeling explora los métodos críticos que pueden comprometer políticamente y ayuden a desplazar las fundaciones para una experiencia individual y colectiva. En el párrafo inicial, Sedgwick describe su proyecto como la exploración de «técnicas y herramientas prometedoras para el pensamiento y la pedagogía no dualista.» A lo largo del libro Sedgwick pone de relieve la tensión entre las palabras como representaciones de cosas y las palabras como construcción de cosas.

## Publicaciones importantes
- Between Men: English Literature and Male Homosocial Desire (ISBN 0-231-08273-8), 1985
- Epistemology of the Closet (ISBN 0-520-07874-8), 1991
- Tendencies (ISBN 0-8223-1421-5), 1993
- Fat Art, Thin Art (ISBN 0-8223-1501-7), 1995
- A Dialogue on Love (ISBN 0-8070-2923-8 ) 2000
- Touching Feeling: Affect, Pedagogy, Performativity (ISBN 0-8223-3015-6), 2003

## Obras editadas por Eve Kosofsky Sedgwick
- Performativity and Performance (1995, coeditado con Andrew Parker)
- Shame & Its Sisters: A Silvan Tomkins Reader (1995, coeditado con Adam Frank)
- Gary in Your Pocket: Stories and Notebooks of Gary Fisher (1996, coeditado con Gary Fisher))
- Novel Gazing: Queer Readings in Fiction (1997, coeditado con Jacob Press)